# Worms 2
Worms 2 é um jogo de artilharia, que é um sub-gênero de jogo de estratégia, que foi desenvolvido pela Team17 como parte da série Worms. O jogador controla um time de até oito minhocas em combate contra times adversários.
O jogo traz a mesma premissa do primeiro jogo da série, que envolve controlar um exército de minhocas e usar uma variedade de armamentos ecléticos como a bazookas, dinamite, granadas, mísseis tele-guiados, bombas de banana e a infama Sagrada Granada de Antioquia. Estas, além de outras armas mais básicas, são usadas para eliminar o(s) time(s) adversário(s) de minhocas. O jogo traz um sistema de gráficos totalmente novo que usa um estilo cartoon, o que foi mantido pelo resto da série.